# Villanova Monteleone
Villanova Monteleone är en ort och kommun i provinsen Sassari i regionen Sardinien i Italien. Kommunen hade 2 288 invånare (2017).